# Карбоксигемоглобин

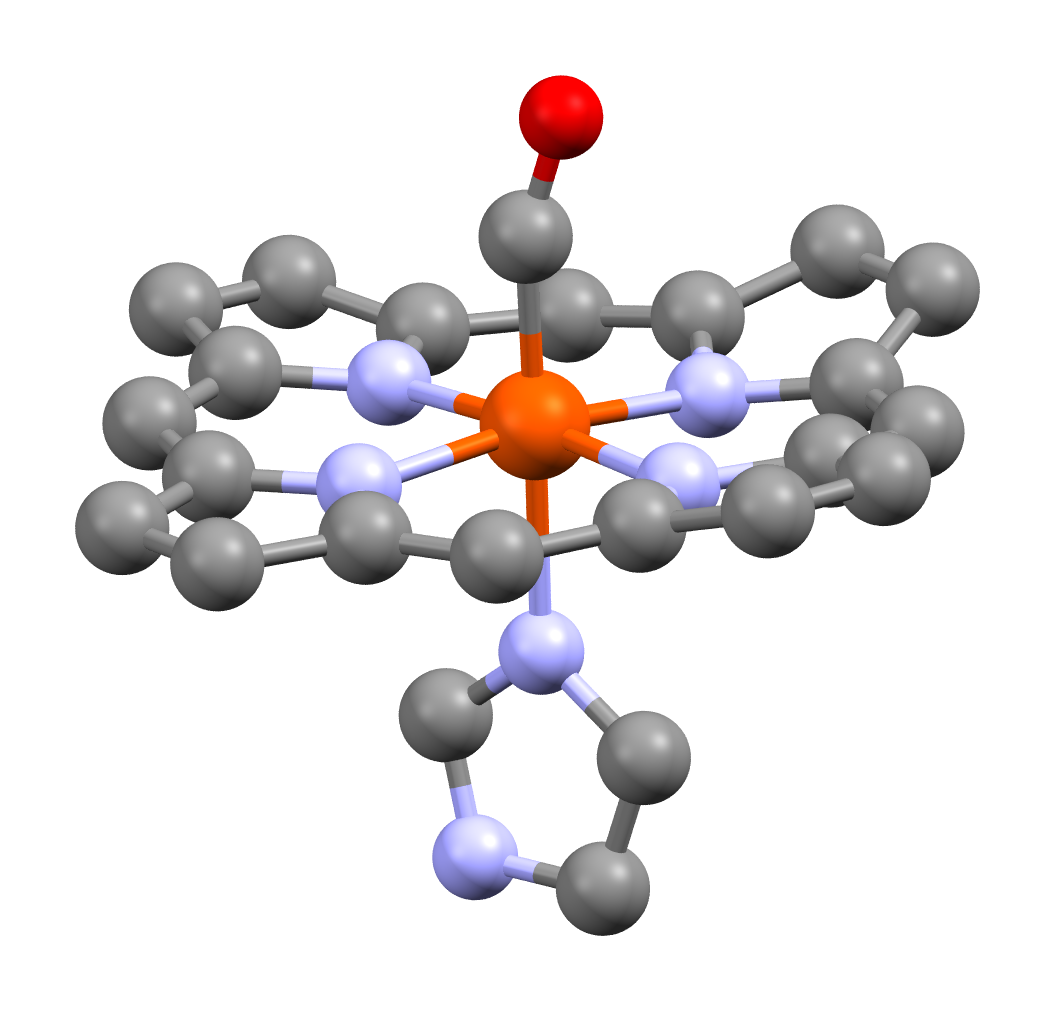
Единица гема человеческого карбоксигемоглобина, показан карбонил лиганд.

Карбоксигемоглобин (HbCO) — прочное соединение гемоглобина и угарного газа. Избыток карбоксигемоглобина в крови приводит к кислородному голоданию, головокружению, тошноте, рвоте или даже смерти, так как угарный газ, связанный с гемоглобином, лишает его возможности присоединять к себе кислород.
Сродство гемоглобина к угарному газу снижается с помощью ацизола. Также карбоксигемоглобин диссоциирует на угарный газ и гемоглобин естественным путём, период полураспада — 4-6 часов. Это возможно, если его содержание в крови мало, и жизнедеятельность организма не нарушается.
Карбоксигемоглобин, HbCO, продукт присоединения CO (углерода окись, угарный газ) к гемоглобину (Hb). Растворы карбоксигемоглобина ярко-красного цвета, их спектр поглощения характеризуется максимумами при длине волны 570 и 539 нм (для измерения содержания в крови используются специальные неинвазивные CO-оксиметры).
Расщепление карбоксигемоглобина на Hb и CO происходит в 10 тысяч раз медленнее, чем расщепление оксигемоглобина на Hb и O2. Поэтому при наличии во вдыхаемом воздухе CO кислород постепенно вытесняется из гемоглобина. Уже при концентрации 0,1 % CO в воздухе больше половины Hb крови превращается в карбоксигемоглобин (химическое соединение, образующееся при взаимодействии окиси углерода с красящим пигментом крови гемоглобином); в результате нарушается перенос кислорода от лёгких к тканям и развивается так называемое угарное отравление.
Карбоксигемоглобин образуется очень быстро, поскольку способность присоединяться к гемоглобину у угарного газа примерно в 200 раз выше, чем у кислорода. Карбоксигемоглобин не способен переносить кислород к тканям организма, поэтому при отравлении окисью углерода у человека может быстро наступить смерть. В больших количествах карбоксигемоглобин образуется при отравлении окисью углерода, а в небольших всегда присутствует в крови всех курильщиков и жителей огромных городов.